# خليفة أحمد محمد
خليفة أحمد محمد حمودة (23 نوفمبر 1983 - ) هو لاعب كرة قدم سوداني، يلعب كمدافع.

## روابط خارجية
- خليفة أحمد محمد على موقع ناشيونال فوتبول تيمز (الإنجليزية)